# Kwas pangamowy
Kwas pangamowy (witamina B15) – organiczny związek chemiczny zaliczany dawniej do grupy witamin, pochodna kwasu glukonowego. Bierze udział w procesach transmetylacji w reakcjach oddychania komórkowego oraz zwiększa wydzielanie kortykosterydów. Dawniej uważano, że w strukturze kwasu pangamowego atom azotu podstawiony jest dwiema grupami izopropylowymi, a nie metylowymi.
Nie ma dowodów, że kwas pangamowy spełnia definicję witaminy, czyli niezbędnego składnika odżywczego, a nawet że nie jest szkodliwy.